# NGC 5377
NGC 5377 (другие обозначения — UGC 8863, MCG 8-25-52, ZWG 246.27, KARA 604, IRAS13542+4729, PGC 49563) — спиральная галактика с перемычкой (SBa) в созвездии Гончие Псы.
Этот объект входит в число перечисленных в оригинальной редакции «Нового общего каталога».
В галактике вспыхнула сверхновая SN 1992H типа II. Её пиковая видимая звёздная величина составила 15.